# Брадфорд (Роуд Ајланд)
Брадфорд (енгл. Bradford) насељено је место без административног статуса у америчкој савезној држави Роуд Ајланд.

## Демографија
По попису из 2010. године број становника је 1.406, што је 91 (-6,1%) становника мање него 2000. године.
| Група             | 2000.         | 2010.         |
| Белци             | 1.419 (94,8%) | 1.298 (92,3%) |
| Афроамериканци    | 10 (0,7%)     | 24 (1,7%)     |
| Азијати           | 9 (0,6%)      | 3 (0,2%)      |
| Хиспаноамериканци | 29 (1,9%)     | 22 (1,6%)     |
| Укупно            | 1.497         | 1.406         |